# Coprophanaeus telamon
Coprophanaeus telamon är en skalbaggsart som beskrevs av Wilhelm Ferdinand Erichson 1847. Coprophanaeus telamon ingår i släktet Coprophanaeus och familjen bladhorningar. Inga underarter finns listade i Catalogue of Life.